# Porphyrostachys
Porphyrostachys é um género botânico pertencente à família das orquídeas (Orchidaceae).

## Espécies
1. Porphyrostachys parviflora (C.Schweinf.) Garay, Bot. Mus. Leafl. 26: 1 (1978).
2. Porphyrostachys pilifera (Kunth) Rchb.f., Xenia Orchid. 1: 18 (1854).